# Peliala xenaresalis
Peliala xenaresalis är en fjärilsart som beskrevs av Walker 1859. Peliala xenaresalis ingår i släktet Peliala och familjen nattflyn. Inga underarter finns listade i Catalogue of Life.